# 高谷朝子
高谷 朝子（たかや あさこ、1924年（大正13年）6月26日 - 2018年（平成30年）5月11日）は、宮内庁元内掌典。
高谷の高は、はしごだか(髙)

## 略歴
滋賀県大津市生まれ。1942年（昭和17年）3月に滋賀県立大津高等女学校（現滋賀県立大津高等学校）を卒業。翌1943年（昭和18年）6月1日に宮内省内掌典を拝命。以後約57年間に亘り、皇室の神事、賢所や候所の伝統を護る。終戦から昭和天皇崩御までを皇居内で過ごした。この間、1985年（昭和60年）4月におかしら（内掌典の長）に就任。昭和天皇大喪の礼、第125代天皇明仁即位の礼、皇太子徳仁親王成婚に関わった。2000年（平成12年）11月、勲四等瑞宝章受章。2001年（平成13年）3月31日に退職。日本マナー・プロトコール協会顧問。
「日本教育再生機構」の賛同者。評論家高谷覚蔵は叔父にあたる。

## 著書
- 『宮中賢所物語 ～五十七年間皇居に暮らして～』 ビジネス社、2006年／河出文庫、2017年。聞き手明石伸子・太田さとし
- 「「歳旦祭」の御製と宮中祭祀―宮中三殿に五十七年間お仕えして」
  - 『永遠の皇室を仰いで 宮中祭祀、御製、行幸－今上天皇のご公務と大御心』（明成社、2008年）より

## 論文
- 国立情報学研究所収録論文 国立情報学研究所